# Нимуле
Ни́муле (англ. Nimule) — город на юге Республики Южный Судан, на территории округа Магви штата Восточная Экватория.
К северу и к востоку от города расположен одноимённый национальный парк.

## Географическое положение
Город находится в юго-западной части штата, вблизи границы с Угандой, на расстоянии приблизительно 105 километров к юго-западу от города Торит, административного центра штата и на расстоянии 145 километров к юго-юго-востоку (SSE) от столицы страны Джубы. Абсолютная высота — 743 метра над уровнем моря.
К северу от города протекает река Асуа.

## Население
По данным Национального бюро статистики Республики Южный Судан (National Bureau of Statistics) численность населения Йироля в 2010 году составляла 38 181 человека.

## Транспорт
В 5 километрах к востоку от города расположен одноимённый аэропорт (ICAO:).